# دانشنامه فرهنگ، هنر و تمدن کردستان
دانشنامه فرهنگ، هنر و تمدن کردستان یک پروژهٔ گروهی است که به بررسی تاریخ، تمدن، فرهنگ و هنر استان کردستان می‌پردازد و جنبه‌های مختلفی از تاریخ، تمدن و فرهنگ مردم کُرد و منطقۀ کردستان از قبیل ادبیات، زبان، فرهنگ و غیره را با تمرکز ویژه بر حوزۀ جغرافیایی استان کردستان پوشش می‌دهد. هر مجلد از این دانشنامه را یکی از پژوهشگران و صاحب‌نظران در زمینهٔ مورد بحث نوشته‌است. مسئول و حامی مالی اصلی این پروژه حوزه هنری سازمان تبلیغات اسلامی استان کردستان است و انتشار مجلدات آن تاکنون توسط نشر پرهیب در کرج و نشر ژیار در شهر سنندج انجام شده‌است. تمامی مدخل‌های این دانشنامه به زبان فارسی منتشر می‌شوند. تاکنون ۸ مجلد از مدخل‌های این دانشنامه منتشر شده‌است و قرار است در نهایت به ۱۱۰ عنوان برسد. رونمایی از ۴ مجلد نخست این دانشنامه در اسفند ۱۳۹۷ انجام شد و متعاقب آن ۴ مجلد دیگر نیز در ۲۱ اسفند ۱۴۰۰ در محل سینما بهمن سنندج رونمایی شد.

شورای علمی این دانشنامه از اسعد اردلان، احمد پارسا، امید ورزنده، کامبیز کریمی، بهروز خیریه و کاوه خداکرمی تشکیل شده و مسئول و سردبیر آن نیز امین مرادی ریاست حوزۀ هنری استان کردستان است.

## فهرست مجلدات
| شماره مجلد | عنوان مدخل                                      | پدیدآورنده                 | محل انتشار | ناشر  | سال انتشار |
| ---------- | ----------------------------------------------- | -------------------------- | ---------- | ----- | ---------- |
| ۱          | ادب حماسی کُردی                                  | هادی یوسفی                 | سنندج      | ژیار  | ۱۳۹۷       |
| ۲          | ادب عامیانۀ کردستان                             | جمال احمدی                 | سنندج      | ژیار  | ۱۳۹۷       |
| ۳          | سنجرخان وزیری: نگاهی به زندگی، زمانه و قیام     | اسماعیل احمدی              | سنندج      | ژیار  | ۱۳۹۷       |
| ۴          | کُردستان و شرق‌شناسان                             | کامبیز کریمی               | سنندج      | ژیار  | ۱۳۹۸       |
| ۵          | کُردستان و سینما                                 | جلال نصیری هانیس           | کرج        | پرهیب | ۱۴۰۰       |
| ۶          | کُردستان و عرفان: بررسی طریقت‌های قادری و نقشبندی | بهروز خیریه                | کرج        | پرهیب | ۱۴۰۰       |
| ۷          | کُردستان و موسیقی (۱): سازشناسی                  | محمد میرزایی               | کرج        | پرهیب | ۱۴۰۰       |
| ۸          | کُردستان و معماری                                | صلاح ویسی                  | کرج        | پرهیب | ۱۴۰۰       |
| ۹          | کُردستان و تئاتر (۱)                             | عبید رستمی و بهار لطافتیان | کرج        | پرهیب | ۱۴۰۱       |
| ۱۰         | کُردستان و تئاتر (۲)                             | عبید رستمی و بهار لطافتیان | کرج        | پرهیب | ۱۴۰۱       |